# Smittia durandae
Smittia durandae är en tvåvingeart som beskrevs av Moubayed 1989. Smittia durandae ingår i släktet Smittia och familjen fjädermyggor.
Artens utbredningsområde är Libanon. Inga underarter finns listade i Catalogue of Life.